# Пончартрејн (језеро)
Пончартрејн (енгл. Lake Pontchartrain) је слано језеро у Сједињеним Америчким Државама. Налази се на територији америчке савезне државе Луизијана. Површина језера износи 1.634 km².